# 라주르니 수영장

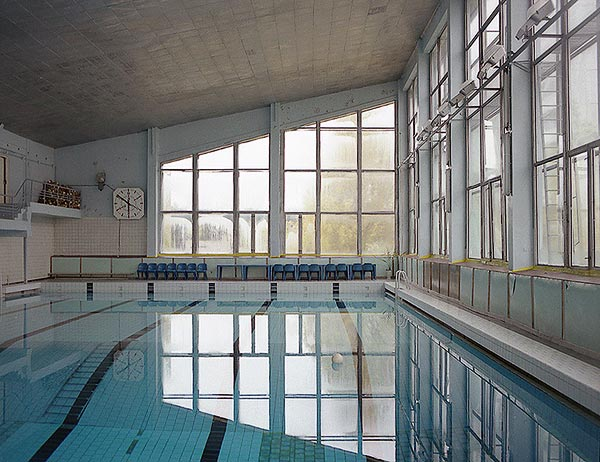
라주르니 수영장 (1996년 촬영)

라주르니 수영장(우크라이나어: Басейн Лазурний, 러시아어: Бассейн Лазурный)은 우크라이나 프리피야티에 있는 버려진 수영장이다. 1986년 발생한 체르노빌 원자력 발전소 사고로 영향을 받았다.
이 수영장은 1970년대에 지어졌으며 체르노빌 원자력 발전소 사고 이후 12년인 1998년까지 계속 사용되었다. 그 12년 동안 수영장은 주로 체르노빌 처리 작업에 종사한 사람들에 의해 사용되었다. 수영장은 프리피야티에서 가장 깨끗한 장소 중 하나로 간주되고 있다. 하지만 수영장과 인접한 실내 농구 코트는 1998년 문을 닫은 이래 버려진 채로 썩어 버렸다.

## 같이 보기
- 아반가르드 스타디움 (프리피야티)